# Захарі Жан Миколайович
Жан (Іван) Миколайович Захарі (14 січня 1924, Мелітополь — березень 2012, там само) — радянський військовик, господарник і місцевий політик грецького походження, почесний громадянин Мелітополя. Як лейтенант збройних сил СРСР, брав участь у Другій світовій війні, був нагороджений багатьма орденами і медалями. Після війни працював на підприємствах Мелітополя, зокрема був директором мелітопольського заводу «Побутмаш» (1962—1974) і заступником директора Мелітопольського заводу тракторних гідроагрегатів (з 1974). Чотири рази обирався депутатом Мелітопольської міськради.

## Біографія

### Походження та дитинство
Народився 14 січня 1924 року в сім'ї грецьких підданих, які переїхали з Грецького королівства до Мелітополя.
Батько — Нікос Іоаннович Захаріс, уродженець острова Патмос. Він поїхав до Російської імперії в 1901 році, де організував свою справу. В 1927 репресований, відсидів невеликий строк у в'язниці, а 15 листопада 1931 помер після тривалої хвороби.
Мати — Панасія Спінос, уродженка селища Смирна району Салонік. Народилася в сім'ї лікарів, заміж вийшла 1911 року.
Крім Жана, у сім'ї було ще сім сестер.
Жан виховувався в грецькій атмосфері та любові до грецької культури. Брав активну участь в хоровому та балетному гуртках в палаці піонерів.

### Німецько-радянська війна
В 1941 році, закінчивши 9 класів школи, був призваний Мелітопольським міськвійськоматом і відправлений на фронт Німецько-радянської війни.
Спочатку служив в інженерно-саперному полку, брав участь в обороні України, Кубані та Північного Кавказу. Присягу прийняв на початку жовтня 1941 року в Харцизьку, після місячного навчання саперно-мінерній справі. Вперше взяв участь в бойових діях під Дебальцевим. Член ВКП(б) з 1942 року. Двічі був поранений, зокрема у грудні 1942 року на Північному Кавказі. Після лікування у шпиталі продовжив службу. Війну закінчив у Берліні як сержант 687-го окремого Седлецького батальйону зв'язку та начальник радіостанції.
Усього брав участь у боях на Закавказькому, Брянському, Південному та 1-му Білоруському фронтах. Учасник боїв за Кавказ, Україну, Польщу та Німеччину, зокрема учасник штурму Варшави та Берліна. Залишив на Рейхстазі напис «Від Мелітополя до Берліна. Жан Захарі». Визнаний «інвалідом Великої Вітчизняної війни II групи».

### Після війни
В 1948 повернувся до Мелітополя. Закінчив школу робочої молоді за спеціальністю електрика.
За іронією долі, до 1953 року не мав радянського громадянства: лише після перевірки з боку МДБ СРСР Жан Захарі отримав паспорт на ім'я Івана Захарі. Працював у міському промкомбінаті спочатку майстром, потім начальником цеху.
У 1952 році вступив до Мелітопольського інституту механізації сільського господарства на заочне відділення. Закінчив його в 1958 році, за рік до цього став головним інженером підприємства.
У 1962—1974 роках — директор мелітопольського заводу «Побутмаш», що випускав пральні машини та пилососи.
З 1974 — заступник директора найбільшого в СРСР Мелітопольського заводу тракторних гідроагрегатів. З 1984 року на пенсії, але до 2001 року продовжував працювати майстром.
Чотири рази обирався депутатом Мелітопольської міськради. Член оргкомітету зі створення Мелітопольського міського товариства греків. У 2001—2012 роках (до своєї смерті) — голова Ради ветеранів Великої Вітчизняної війни та праці.
Помер у березні 2012 року. На згадку про нього 14 січня 2014 року на стіні його будинку було відкрито меморіальну дошку.

## Сімʼя
У 1947 році одружився з Валентиною Олександрівною, з якою познайомився в Магдебурзі. Вона майже 40 років працювала на Мелітопольському моторному заводі.
Дочки: Людмила та Ірина. Онуки та онучки: Ігор, Роман та Дар'я. Правнуки та правнучки: Марія, Олексій, Ілля, Микита, Євген та Нікас.

## Відзнаки
Відзначений нагородами (у тому числі 22 ювілейними медалями):
- Орден Червоної Зірки (8 травня 1945)[5][1] — згідно з поданням до нагороди, під час прориву оборони противника на Зеєловських висотах та вуличних боях у Берліні сержант Захарі «забезпечував своєю радіостанцією безвідмовний зв'язок і сприяв Командуванню в управлінні боєм»[4].
- Орден Вітчизняної війни I[3] та II ступенів (1985)[1][4]
- Орден Трудового Червоного Прапора (за підсумками ХІ-ї п'ятирічки)[2]
- Медаль «За відвагу»[1][4]
- Медаль «За оборону Кавказу»[4]
- Медаль «За перемогу над Німеччиною»[4]
- Почесний громадянин Мелітополя (2006)[1]
- Орден «За мужність» ІІ ступеня[3]